# Ghiacciaio Transition
Il ghiacciaio Transition è ghiacciaio lungo circa 15 km e largo 3,7, situato sull'isola Alessandro I, al largo della costa della Terra di Palmer, in Antartide. Il ghiacciaio si trova sulla costa nord-orientale dell'isola, dove fluisce verso est, a partire dal versante orientale delle dorsale Douglas e scorrendo all'interno di una valle il cui fianco meridionale è composto dal versante nord del monte Block, fino ad andare ad alimentare la piattaforma glaciale Giorgio VI, sita sull'omonimo canale.

## Storia
Il ghiacciaio Transition è stato inizialmente fotografato il 23 novembre 1935 durante un sorvolo dell'isola effettuato da Lincoln Ellsworth. In seguito esso è stato nuovamente fotografato durante ricognizioni aeree effettuate nel 1948 e nel 1949 da parte del British Antarctic Survey (al tempo ancora chiamato "Falkland Islands Dependencies Survey", FIDS), e mappato sulla base di tali fotografie da W. L. G. Joerg. Proprio il FIDS battezzò così il ghiacciaio in virtù del fatto che il ghiacciaio segna una transizione tra le rocce ignee, presenti a nord di esso, e quelle sedimentarie presenti a sud; "transition " in inglese significa infatti "transizione".